# Mezeń (miasto)
Mezeń (ros. Мезень) – miasto w północnej Rosji, na terenie obwodu archangielskiego w północno-wschodniej Europie.
Miejscowość liczy  3161 mieszkańców (1 stycznia 2021 r.).